# DonPachi (серия игр)
DonPachi — серия видеоигр в жанре «маниакального» вертикального скролл-шутера (Данмаку), разработанная компанией Cave. Первая игра серии, DonPachi, была выпущена в 1995 году и стала первой игрой, разработанной компанией. Игры серии выходили в виде аркадных игровых автоматов, некоторые из них были впоследствии портированы на игровые консоли и PC.

## Игры серии

### Основная серия
- DonPachi (1995)
- DoDonPachi[англ.] (1997)
- DoDonPachi II[англ.] (2001) (Разработано компанией International Games System[англ.]. Лицензировано компанией CAVE)
- DoDonPachi DaiOuJou[англ.] (2002)
- DoDonPachi DaiFukkatsu (2008)
- DoDonPachi SaiDaiOuJou[англ.] (2012)

### Спин-оффы
- DoDonPuchi (2003) — оригинальная часть игры для мобильных телефонов. Была выпущена для мобильного сервиса EzWeb. Позже, была портирована на мобильный сервис i-mode с улучшенной графикой.
- Star Soldier vs dodonpachi DAI-OU-JOU (2006) — кроссовер с серией Star Soldier, разработанный для Hudson Caravan 2006 года